# Petz Beach
Petz Beach (Oshare de Kawaii! Koinu to Asobo! Umi-Hen) est un jeu vidéo de gestion sorti le 14 octobre 2014 sur Nintendo 3DS. Le jeu a été développé et édité par Ubisoft. Le joueur contrôle différents animaux dans le but de les éduquer et de les apprivoiser. Ce jeu appartient à la série Petz.

## Système de jeu
Dans Petz Beach, le joueur peut accomplir des quêtes, rencontrer de nouveaux villageois, explorer et développer leur communauté tout en disposant d'un environnement magnifique près de la mer. Le jeu propose durant l'aventure d'interagir avec 28 races de chiens, 6 races de chats, et plus de 200 objets de collection dans le jeu ou d'autres animaux.
Le joueur peut enseigner à ses animaux de compagnie différents tours ou exercices grâce au système de reconnaissance vocale afin de mieux les éduquer. Il existe également diverses activités comme des quêtes, des évènements aléatoires et des entraînements avec une variété de compétences. Il existe des moyens pour personnaliser son propre Petz avec des tenues uniques. À force d'avancer dans la partie, le joueur débloque de nombreuses récompenses telles que des nouveaux bâtiments, comme des boutiques et un parc pour enfants. Enfin, il peut aussi aider les villageois et leurs animaux dans des missions passionnantes ou il a éventuellement la possibilité de participer à la fête annuelle d'Halloween.
Les multiples fonctionnalités disponibles en ligne, grâce au StreetPass, permettent au joueur d'échanger des objets et des photos exclusives avec ses amis à travers des jeux ou de recueillir des faits amusants et intéressants à partir de l'Encyclopédie Britannica sur les animaux, les plantes et les insectes.